# صائدينات المحار
صائدينات المحار (الاسم العلمي: Haematopoidea) هي فصيلة عليا من الطيور تتبع رتيبة ساكنات الوحل من رتبة الزقزاقيات .{{Taxobox
صائدات المحار هي مجموعة من طائر مخوض أو كراكي وهي تعبر عن عائلة Haematopodidae, التي لديها  جنس واحد, Haematopus.وقد وجدوا في جميع أنحاء العالم على السواحل وبعيدا  عن بعض المناطق القطبية والمناطق المدارية من أفريقيا وجنوب شرق آسيا. والاستثناء لهذا هو صائدات محار أوراسيا و صائدات محار جنوب الجزيرة، وكلاهما تتغذى  داخليا، وداخليا بعيدا  في بعض الحالات. في الماضي كان هناك قدر كبير من البلبلة فيما يتعلق بعدد الأنواع, صائدات المحار .مع إعتبار أن الأعداد قليلة ومتناثرة من كل صائدات المحار الأسود , فهو على قدر حالة محددة ولكن صائدات المحار بييه  يجرى إعتبارها من نوع  واحد 
وقد صيغ اسم صائد أو آكل المحار التي أنشأه مارك كاتسبى سنة 1731 باعتباره الاسم الشائع لأنواع أمريكا الشمالية  H. palliatus، وصفت بأنها من آكلات المحار . ياريل في عام 1843 أنشأ هذا  المصطلح المفضل، ليحل محل الاسم القديم فطيرة البحر.

## المظهر والعادات
أنواع مختلفة من آكلات المحار تظهر اختلافات بسيطة في الشكل أو المظهر. وهي تتراوح بين 39–50 سـم (15–20 بوصة) في الطول و 72–91 سـم (28–36 بوصة) في عرض جناحيها. في صائدات محار أوراسيا هي الأخف وزنا في المتوسط، في 526 غ (1.160 رطل), في حين أن صائد محار سوتي هو أثقل، في 819 غ (1.806 رطل). في ريش من كل الأنواع إما عن الأسود، أو  (أو البني الداكن) الأسود على الرأس والأبيض في الأسفل. في صائدات المحار المتغيرة هو استثنائي قليلا في كونها إما  سوداء أو مثل الفطيرة. كانت كبيرة، واضحة، وصاخبة الزقزاق مثل الطيور ، مع لون برتقالي أو أحمر طويلة ضخمة تستخدم لتحطيم أو فتح أغلفة الرخويات . شكل  يختلف بين الأنواع, وفقا لنظام غذائي. تلك الطيور مع مناقير مثل شفرة أو أداة غرز  لفتح أو تحطيم أغلفة الرخويات، . أنها تظهر إزدواج الشكل الجنسي، مع الإناث كونها توصف لفترة أطول وأثقل من الذكور.

## فصائل
تضم هذه الفصيلة العليا فصيلتين:
- صائدات المحار
- النكاتية

## أجناس
- صائد المحار
- النكات
- الكرسوع

## أنواع
| الأنواع في النظام التصنيفي |                       |        |
| الاسم الشائع               | الاسم العلمى          | الصورة |
| صائد المحار ماجلان         | H. leucopodus         |        |
| صائد المحار مسود           | H. ater               |        |
| صائد المحار الأسود         | H. bachmani           |        |
| صائد المحار الأميريكى      | H. palliatus          |        |
| صائد المحار جزر الكنارى    | H. meadewaldoi انقراض |        |
| صائد المحار الأفريقى       | H. moquini            |        |
| صائد المحار الأوراسى       | H. ostralegus         |        |
| صائد المحار طويل المنقار   | H. longirostris       |        |
| صائد المحار جنوب الجزيرة   | H. finschi            |        |
| صائد المحار تشاتام         | H. chathamensis       |        |
| صائد المحار المتغير        | H. unicolor           |        |
| صائد المحار سوتى           | H. fuliginosus        |        |